# Ordine della Stella d'Italia
L'Ordine della stella d'Italia è un'onorificenza italiana, istituita con legge 13/2011 e che sostituisce il preesistente Ordine della Stella della Solidarietà Italiana nato nel 1947.

## Storia
Questa onorificenza, che si qualifica come seconda onorificenza civile dello Stato, rappresenta un particolare attestato in favore di tutti coloro che, italiani all'estero o stranieri, hanno acquisito particolari benemerenze nella promozione dei rapporti di amicizia e collaborazione tra l'Italia e gli altri Paesi e nella promozione dei legami con l'Italia.
Le motivazioni per il conferimento della stessa abbandonano l'originaria connotazione post-bellica e divengono più rispondenti alla realtà attuale, considerando che, secondo l'impostazione iniziale, essa veniva concessa a coloro che, italiani all'estero o stranieri, avessero specialmente contribuito alla ricostruzione dell'Italia.
In particolare, per la candidatura al conferimento dell'onorificenza, vengono considerate la preservazione dell'italianità e la promozione del prestigio nazionale all'estero: ciò si traduce in varie attività, come la promozione della lingua italiana, le attività di volontariato ed assistenziali, le attività filantropiche, la partecipazione alla vita associativa delle comunità italiane all'estero, la ricerca scientifica e tecnologica, le missioni pastorali, le imprese commerciali, la promozione eno-gastronomica e l'offerta di lavoro agli italiani.
A conferirla è il Presidente della Repubblica su proposta del Ministro degli esteri, sentito il Consiglio dell'Ordine; quest'ultimo è presieduto dal Ministro stesso ed è composto da altri quattro membri, uno dei quali è di diritto il Capo del Cerimoniale Diplomatico della Repubblica. Un'ulteriore innovazione riguarda le classi dell'ordine, che passano da tre a cinque: Cavaliere di gran croce, Grande ufficiale, Commendatore, Ufficiale e Cavaliere, più la classe speciale di Gran croce d'onore.
Caratteristica distintiva di questa decorazione è la scomparsa di richiami cruciformi o evangelici sostituiti da uno scudetto circolare d'oro, bordato d'azzurro, recante una raffigurazione in oro dell'emblema della Repubblica al centro; all'interno della bordatura la scritta STELLA D'ITALIA in lettere d'oro.
Il regolamento di esecuzione è stato emanato con D.P.R. 15 novembre 2011, n. 221, ed è in vigore dal 28 gennaio 2012.
Per l'anno 2012 è stata prevista l'assegnazione di 400 onorificenze di cui:
- Cavaliere di gran croce: 10
- Grande ufficiale: 60
- Commendatore: 70
- Ufficiale: 100
- Cavaliere: 160

A queste possono essere aggiunte massimo 10 gran croci d'onore conferite a chi «ha perso la vita o subìto gravi menomazioni fisiche nello svolgimento di attività di alto valore umanitario all'estero». La prima a essere insignita del più alto grado dell'ordine è stata, nel 2013, la funzionaria fiorentina dell'Organizzazione Internazionale per le Migrazioni Barbara De Anna, morta per le conseguenze di un attentato subito mentre era in servizio in Afghanistan, nel 2013.
Le prime onorificenze di Cavaliere di gran croce sono state conferite ad Alfio Piva Mesén e a Fouad Twal, il 2 maggio 2012.

## Insegne
|           |           |              |                  |                         |                                 |
| Nastri    |           |              |                  |                         |                                 |
| Cavaliere | Ufficiale | Commendatore | Grande ufficiale | Cavaliere di gran croce | Cavaliere di gran croce d'onore |